# Гваделупская прогрессивно-демократическая партия
Гваделупская прогрессивно-демократическая партия (фр. Parti progressiste démocratique guadeloupéen, PPDG) — демократическая социалистическая политическая партия во французском заморском департаменте Гваделупа. Основана группой бывших членов Гваделупской коммунистической партии во главе с Анри Бангу в 1991 году после падения СССР.

## История
Партия, список которой возглавил Эрнест Мутуссами, впервые была представлена на региональных выборах 1992 года, получив 13 106 голосов (10,78 %) и 5 депутатских мест. ГКП во главе с Мона Кадосе сократилась до 7100 голосов (5,84 %) и всего лишь 3 мест.
Во втором туре французских парламентских выборов 1993 года Эрнест Мутуссами победил своего бывшего товарища Мону Кадосе из ГКП во втором округе.
На выборах в Европарламент 1994 года Эрнест Мутуссами возглавил список под названием «Ассамблея заморских территорий и меньшинств» с Мартиникской прогрессивной партией, Гвианской социалистической партией и Коммунистической партией Реюньона. Список получил 37 041 голосов (0,19 %) от общего числа голосов во Франции.
В неудачном для PPDG 1995 году, Анри Бангу потерял свое место в Сенате, уступив Доминику Ларифле. К этому привёл раскол PPDG: Анри Бангу набрал 202 голоса, а Марселин Любе — 127 голосов, но их обошёл Доминик Ларифла с 260 голосами.
В 1997 году Эрнест Мутуссами был избран мэром коммуны Ле-Муль.
Начиная с региональных выборов 1998 года, партия находилась в союзе с Гваделупской федерацией Социалистической партии (FGPS) и ещё одной левоцентристской партией, «Единая, солидарная и ответственная Гваделупа» (GUSR).
В 2000-х партия потеряла свое влияние и стала сателлитом Соцпартии во главе с Виктореном Люрелем. На парламентских выборах 2022 года депутатом Национального собрания при поддержке левого блока NUPES стал представитель партии Кристиан Батист.